# Folleville (Somme)
Pour les articles homonymes, voir Folleville.

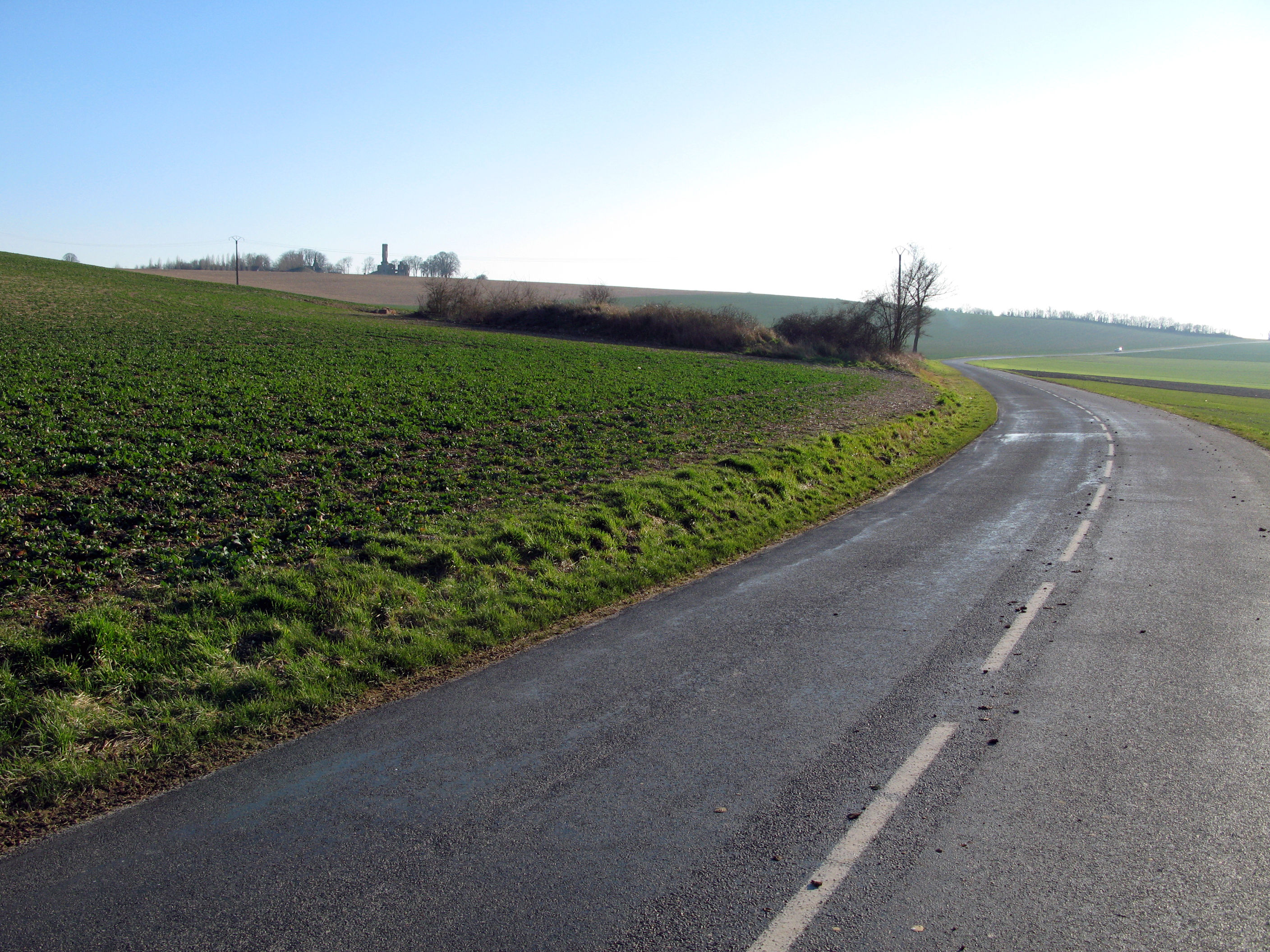
Vestiges du château en silhouette, visibles de la route de Sourdon (au nord-est) à Paillart (au sud-ouest).

Folleville est une commune française située dans le département de la Somme, en région Hauts-de-France.

## Géographie

### Localisation
Folleville est un village picard de l'Amiénois aux confins de la Somme avec l'Oise.
À vol d'oiseau, la localité est située à 7 km au nord-est de Breteuil, 9 km au sud d'Ailly-sur-Noye, 15 km au nord-ouest de Montdidier, 25 km au sud-est d'Amiens et à 33 km au nord-est de Beauvais.
Le territoire de la commune est limitrophe de ceux de cinq communes.
Les communes limitrophes sont  Esclainvillers, La Faloise, Paillart, Quiry-le-Sec et Rouvroy-les-Merles.

### Hydrographie

#### Réseau hydrographique
La commune est située dans le bassin Artois-Picardie. Elle est drainée par la Noye.
La Noye, d'une longueur de 33 km, prend sa source dans la commune de Vendeuil-Caply et se jette  dans l'Avre à Boves, après avoir traversé 13 communes.

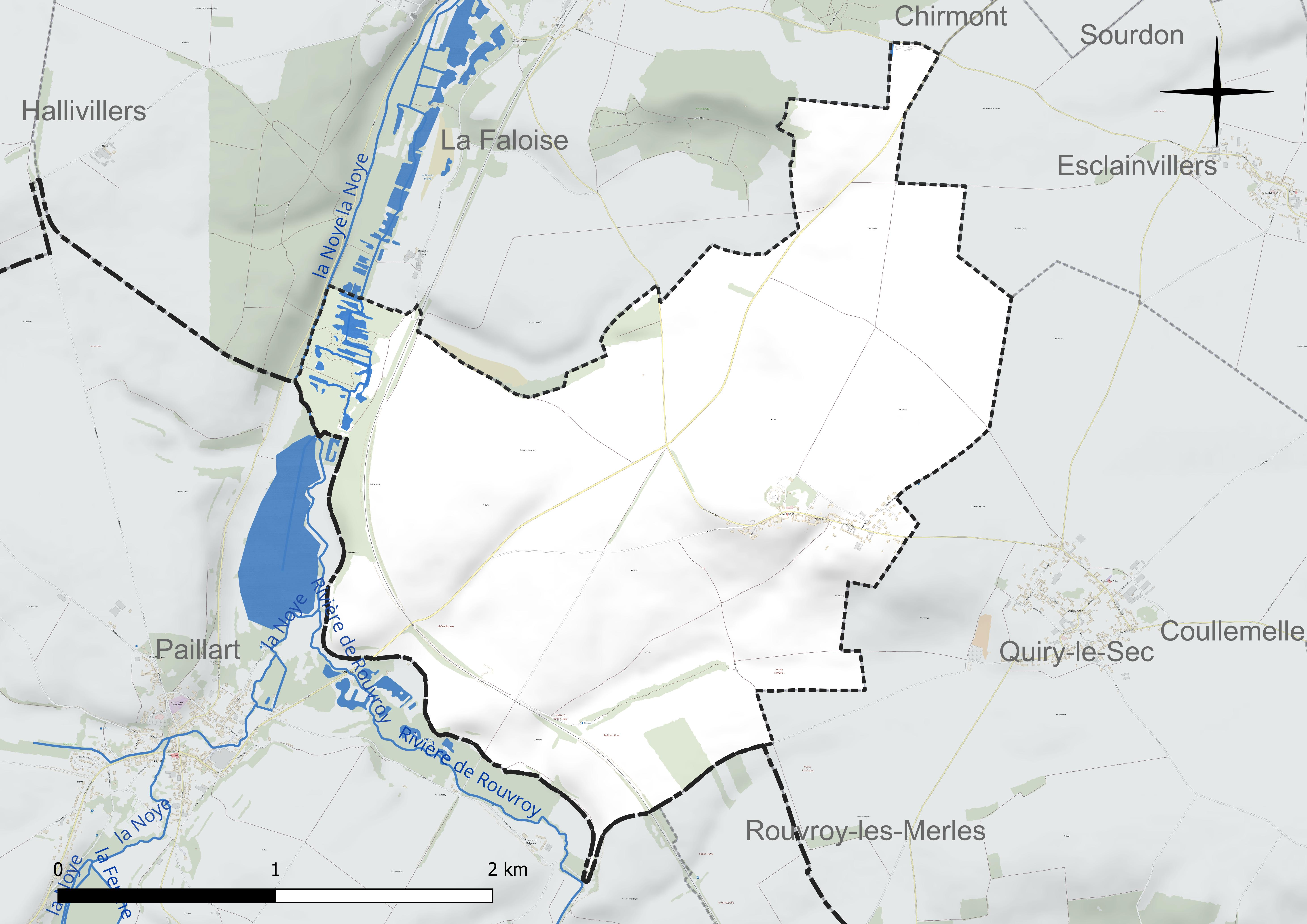
Réseau hydrographique de Folleville.

#### Gestion et qualité des eaux
Le territoire communal est couvert par le schéma d'aménagement et de gestion des eaux (SAGE) « Somme aval et Cours d'eau côtiers ». Ce document de planification concerne un territoire de 1 835 km2 de superficie, délimité par le bassin versant de la Somme canalisée. Le périmètre a été arrêté le 29 avril 2010 et le SAGE proprement dit a été approuvé le 6 août 2019. La structure porteuse de l'élaboration et de la mise en œuvre est le syndicat mixte d'aménagement hydraulique du bassin versant de la Somme (AMEVA).
La qualité des cours d'eau peut être consultée sur un site dédié géré par les agences de l'eau et l'Agence française pour la biodiversité.

### Climat
Pour des articles plus généraux, voir Climat des Hauts-de-France et Climat de la Somme.
En 2010, le climat de la commune est de type climat océanique dégradé des plaines du Centre et du Nord, selon une étude du CNRS s'appuyant sur une série de données couvrant la période 1971-2000. En 2020, Météo-France publie une typologie des climats de la France métropolitaine dans laquelle la commune est exposée à un climat océanique et est dans la région climatique Nord-est du bassin Parisien, caractérisée par un ensoleillement médiocre, une pluviométrie moyenne régulièrement répartie au cours de l'année et un hiver froid (3 °C).
Pour la période 1971-2000, la température annuelle moyenne est de 10,2 °C, avec une amplitude thermique annuelle de 14,6 °C. Le cumul annuel moyen de précipitations est de 728 mm, avec 11,9 jours de précipitations en janvier et 8,6 jours en juillet. Pour la période 1991-2020, la température moyenne annuelle observée sur la station météorologique la plus proche, située sur la commune de Rouvroy-les-Merles à 3 km à vol d'oiseau, est de 10,7 °C et le cumul annuel moyen de précipitations est de 647,9 mm,. Pour l'avenir, les paramètres climatiques de la commune estimés pour 2050 selon différents scénarios d'émission de gaz à effet de serre sont consultables sur un site dédié publié par Météo-France en novembre 2022.
| Mois                                  | jan.           | fév.           | mars           | avril         | mai           | juin          | jui.           | août           | sep.          | oct.          | nov.             | déc.           | année      |
| ------------------------------------- | -------------- | -------------- | -------------- | ------------- | ------------- | ------------- | -------------- | -------------- | ------------- | ------------- | ---------------- | -------------- | ---------- |
| Température minimale moyenne (°C)     | 1,2            | 1,1            | 2,6            | 3,9           | 7,2           | 10            | 12             | 12             | 9,5           | 7,3           | 4,2              | 1,8            | 6,1        |
| Température moyenne (°C)              | 3,9            | 4,4            | 7              | 9,5           | 12,9          | 16            | 18,2           | 18,2           | 15,1          | 11,5          | 7,2              | 4,4            | 10,7       |
| Température maximale moyenne (°C)     | 6,6            | 7,7            | 11,5           | 15,2          | 18,6          | 21,9          | 24,5           | 24,5           | 20,6          | 15,6          | 10,3             | 7              | 15,3       |
| Record de froid (°C) date du record   | −18,6 07.01.09 | −12,9 07.02.12 | −11,5 13.03.13 | −6,6 07.04.21 | −3,2 03.05.21 | −2 05.06.1991 | 2,3 04.07.1990 | 2,1 08.08.1990 | −1,3 30.09.18 | −6,2 28.10.03 | −10,8 24.11.1998 | −17,2 18.12.10 | −18,6 2009 |
| Record de chaleur (°C) date du record | 15,2 27.01.03  | 20 24.02.1990  | 24,3 31.03.21  | 27,1 19.04.18 | 30,8 27.05.05 | 36,4 18.06.22 | 41,5 25.07.19  | 39,7 06.08.03  | 34,7 08.09.23 | 29,2 01.10.11 | 20,1 01.11.14    | 17 07.12.00    | 41,5 2019  |
| Précipitations (mm)                   | 52,4           | 42,9           | 46,1           | 43,2          | 57,4          | 54,2          | 59,7           | 58,1           | 49,1          | 57,8          | 57,2             | 69,8           | 647,9      |

## Urbanisme

### Typologie
Au 1er janvier 2024, Folleville est catégorisée commune rurale à habitat dispersé, selon la nouvelle grille communale de densité à sept niveaux définie par l'Insee en 2022.
Elle est située hors unité urbaine. Par ailleurs la commune fait partie de l'aire d'attraction d'Amiens, dont elle est une commune de la couronne,. Cette aire, qui regroupe 369 communes, est catégorisée dans les aires de 200 000 à moins de 700 000 habitants,.

### Occupation des sols
L'occupation des sols de la commune, telle qu'elle ressort de la base de données européenne d'occupation biophysique des sols Corine Land Cover (CLC), est marquée par l'importance des territoires agricoles (94,2 % en 2018), une proportion identique à celle de 1990 (94,2 %). La répartition détaillée en 2018 est la suivante : 
terres arables (89,4 %), forêts (5,5 %), zones agricoles hétérogènes (4,5 %), prairies (0,3 %), zones humides intérieures (0,3 %). L'évolution de l'occupation des sols de la commune et de ses infrastructures peut être observée sur les différentes représentations cartographiques du territoire : la carte de Cassini (XVIIIe siècle), la carte d'état-major (1820-1866) et les cartes ou photos aériennes de l'IGN pour la période actuelle (1950 à aujourd'hui).

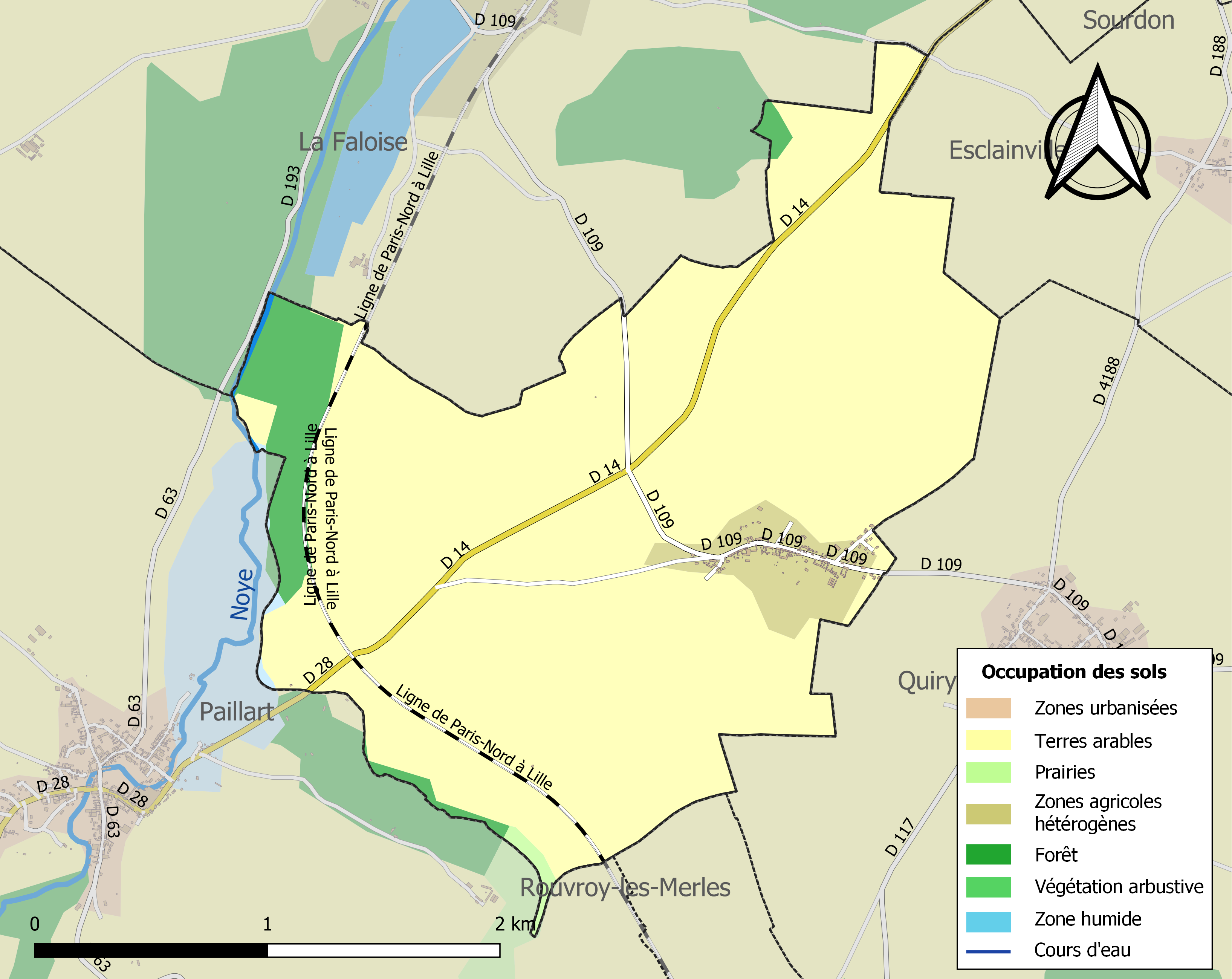
Carte des infrastructures et de l'occupation des sols de la commune en 2018 (CLC).

## Toponymie
Le rôle des feudataires de l'abbaye de Corbie mentionne Folleville dès 1200.

## Histoire

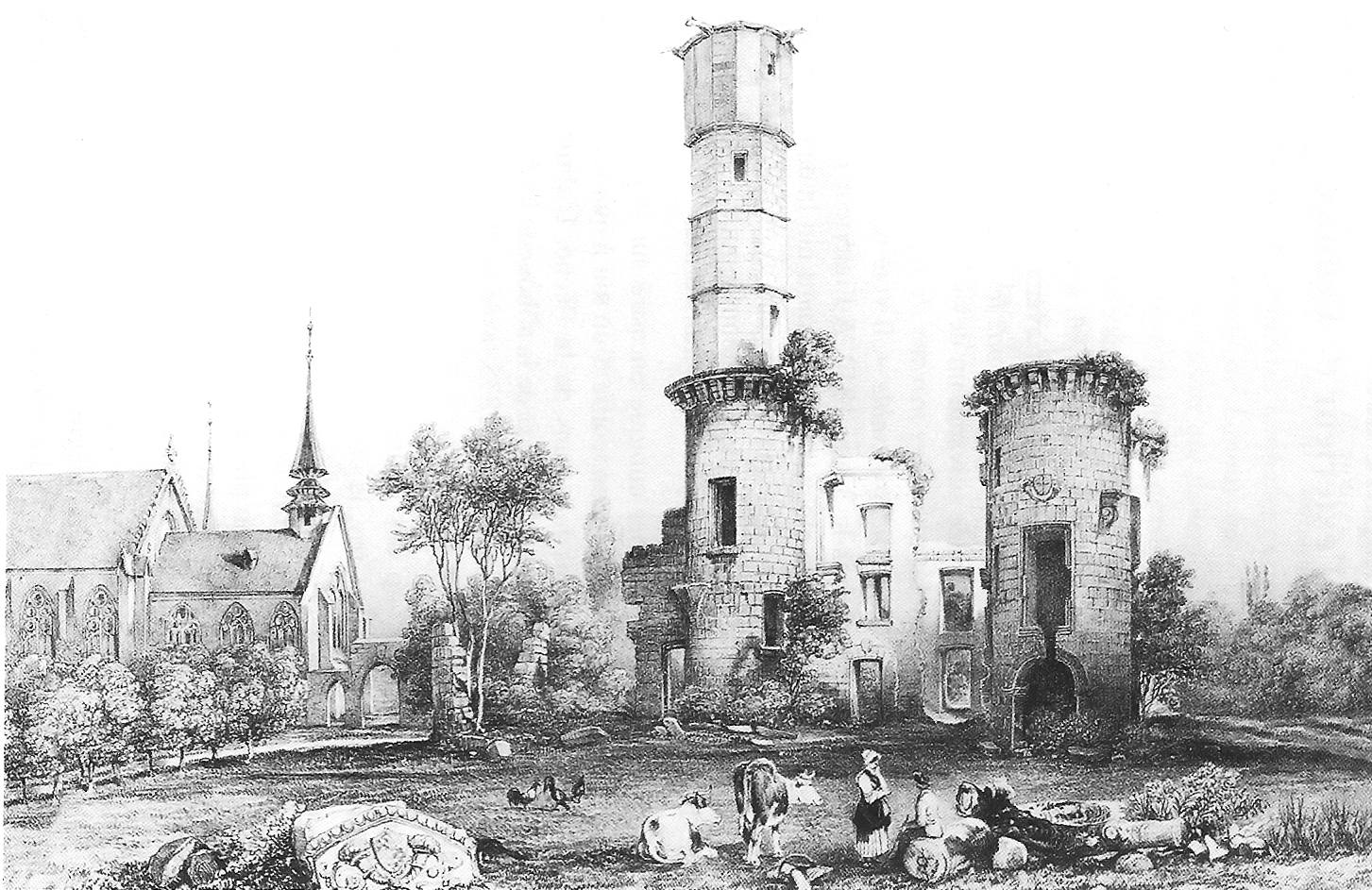
Les ruines du château et l'église, côté nord, vers 1835

Des traces d'un camp romain ont été retrouvées près de la voie romaine reliant Caesaromagus (Beauvais) à Samarobriva (Amiens).
Le premier château semble avoir été un donjon quadrangulaire édifié au XIe siècle.
L'histoire du village remonte au XIVe siècle. En effet, les premières traces écrites de Folleville témoignent de la destruction du château féodal pendant la Jacquerie de 1358 : le village et le château furent alors incendiés.
En 1380, Jean de Foleville, prévôt de Paris et ambassadeur d'Espagne, donna sa fille Jeanne en mariage à Antoine de Poix-Séchelles, dont la fille Jeanne II de Poix épousa Raoul de Lannoy en 1478, qui devint ainsi seigneur de Folleville. Il transforma le château de Folleville en demeure de plaisance.
Farouchement disputé pendant la guerre de Cent Ans, comme en 1440, où il doit se rendre face à l'artillerie de campagne du fameux capitaine anglais John Talbot. Il est ensuite racheté et partiellement démantelé par les Bourguignons afin de mettre un terme aux exactions des Anglais dans la région.
En 1477, Louis XI réside au château de Folleville, tout comme Charles VIII en 1492.
Raoul de Lannoy est l'une des plus importantes personnalités de Folleville. En 1507, il a été nommé gouverneur de la ville de Gênes en Italie. C'est par son biais que l'on a pu observer les premières traces de la présence des œuvres d'art italien renaissant en Picardie. Il meurt en 1513, son fils François de Lannoy prenant sa suite.
En 1478, des travaux sont entrepris pour remettre le château en état : une aile, aujourd'hui disparue, est alors ajoutée.
François Ier réside en 1544 dans la demeure de Louis de Lannoy, le château que l'on connaît. C'est en ce lieu qu'il rend une ordonnance royale relative au traité de paix signé avec Charles Quint, empereur du Saint-Empire romain germanique, à l'attention de la ville d'Amiens.
En 1548, la sœur d'Henri II réside au château à l'occasion du baptême du fils de Louis de Lannoy, comme son frère avant elle.
Vers 1571, Louis de Lannoy est un protestant acharné qui, en dépit des édits royaux, installe un prêche dans l'église de Folleville.
En 1589, l'Union occupe le château et voit se dérouler le combat non décisif d'Henri IV contre les Espagnols.
C'est depuis la chaire de l'église que Vincent de Paul prononça le 25 janvier 1617 le sermon qui bouleversa son auditoire et qui est considéré comme l'acte fondateur du charisme vincentien, le don spirituel octroyé par l'esprit saint à Vincent de Paul. C'est l'origine de la fondation de la congrégation de la Mission (frères lazaristes).
Les ruines du château furent rachetées par les lazaristes à la fin du XIXe siècle.

## Politique et administration

### Rattachements administratifs et électoraux
La commune se trouve dans l'arrondissement de Montdidier du département de la Somme. Pour l'élection des députés, elle fait partie de la quatrième circonscription de la Somme.
Elle fait partie depuis 1801 du canton d'Ailly-sur-Noye. Dans le cadre du redécoupage cantonal de 2014 en France, ce canton est conservé et s'agrandit, passant de 22 à 54 communes.

### Intercommunalité
La commune était membre de la petite communauté de communes du Val de Noye, créée en 2001.
Dans le cadre de la loi portant nouvelle organisation territoriale de la République (Loi NOTRE) du 7 août 2015, qui prévoit notamment que les établissements publics de coopération intercommunale (EPCI) à fiscalité propre doivent avoir normalement un minimum de 15 000 habitants, la préfète de la Somme la préfète dévoile en octobre 2015 son projet de schéma départemental de coopération intercommunale (SDCI), qui prévoit la « des communautés de communes d'Avre Luce Moreuil et du Val de Noye », le nouvel ensemble de 22 440 habitants regroupant 49 communes,. À la suite de l'avis favorable des intercommunalités de la commission départementale de coopération intercommunale en janvier 2016, et, fin janvier, le tribunal administratif d'Amiens rejette la requête en référé de Jean-Claude Leclabart, ex-président de l'ex-communauté de communes du Val de Noye contestant, sur un fond de conflit de personnes, la légalité de l'arrêté de fusion des anciennes intercommunalités, qui arguait que les communes de l'ex-Val de Noye n'auraient pas été informées de l'étendue des compétences transférées, de la répartition des sièges entre elles et surtout, de la réalité de la situation financière de la CCALM,.
La communauté de communes Avre-Luce-Noye, à laquelle appartient désormais la commune, est ainsi créée le 1er janvier 2017.

### Liste des maires

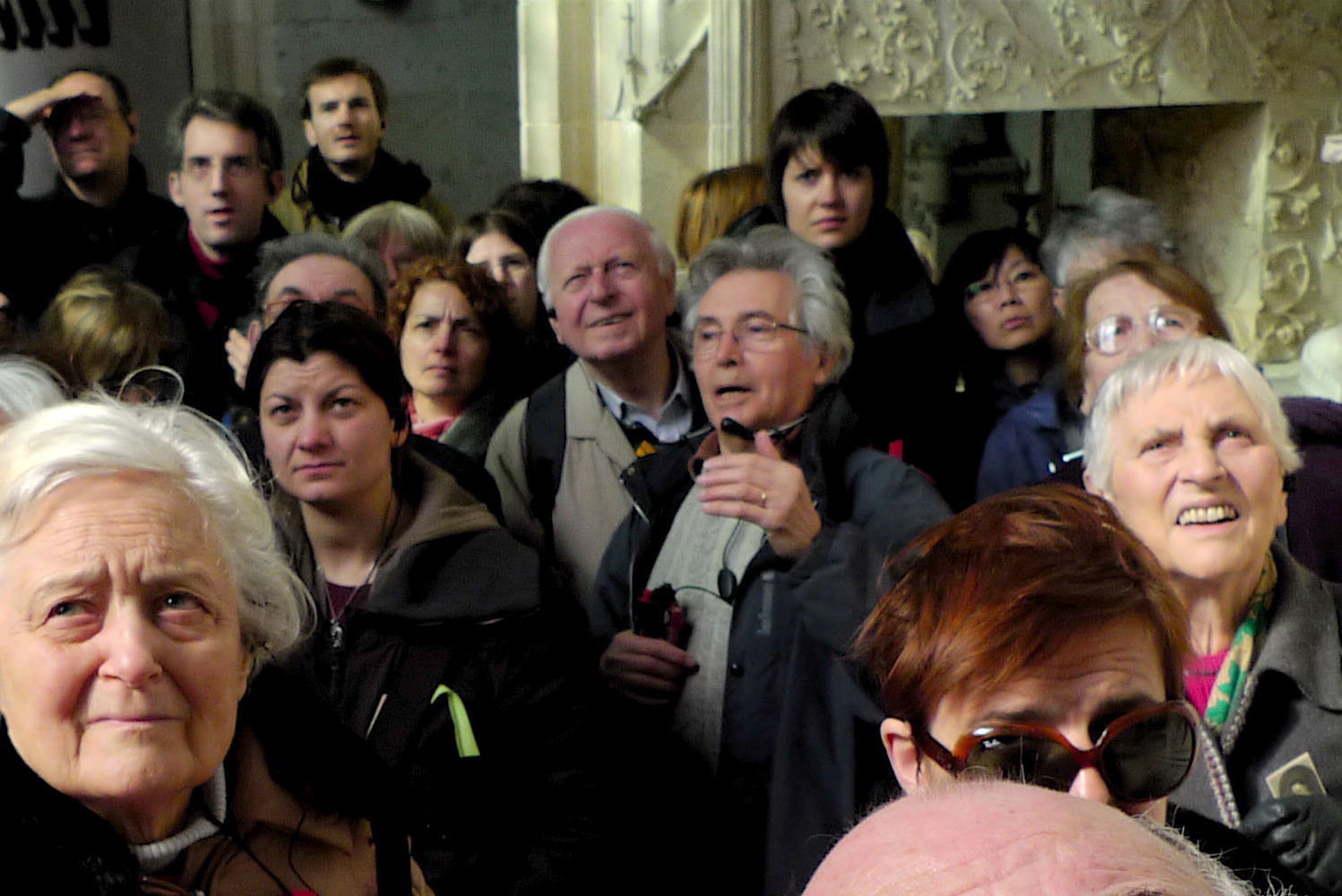
Pierre Michelin, ancien maire de Folleville, faisant visiter l'église.

| Période                                  | Période                   | Identité        | Étiquette | Qualité                                                          |
| ---------------------------------------- | ------------------------- | --------------- | --------- | ---------------------------------------------------------------- |
| Les données manquantes sont à compléter. |                           |                 |           |                                                                  |
| avant 1988                               | 1989                      | Émile Lamané    |           |                                                                  |
| 1989                                     | 2008                      | Pierre Michelin |           | Historien, président de la Société des antiquaires de Picardie   |
| mars 2008                                | En cours (au 3 juin 2020) | Roger Levasseur |           | Cadre supérieur du secteur privé Réélu pour le mandat 2020-2026, |

## Population et société

### Démographie
L'évolution du nombre d'habitants est connue à travers les recensements de la population effectués dans la commune depuis 1793. Pour les communes de moins de 10 000 habitants, une enquête de recensement portant sur toute la population est réalisée tous les cinq ans, les populations de référence des années intermédiaires étant quant à elles estimées par interpolation ou extrapolation. Pour la commune, le premier recensement exhaustif entrant dans le cadre du nouveau dispositif a été réalisé en 2004.

En 2022, la commune comptait 142 habitants, en évolution de −3,4 % par rapport à 2016 (Somme : −1,26 %, France hors Mayotte : +2,11 %).
| 1793 | 1800 | 1806 | 1821 | 1831 | 1836 | 1841 | 1846 | 1851 |
| ---- | ---- | ---- | ---- | ---- | ---- | ---- | ---- | ---- |
| 237  | 228  | 220  | 176  | 188  | 201  | 206  | 202  | 203  |

| 1856 | 1861 | 1866 | 1872 | 1876 | 1881 | 1886 | 1891 | 1896 |
| ---- | ---- | ---- | ---- | ---- | ---- | ---- | ---- | ---- |
| 194  | 200  | 200  | 188  | 214  | 209  | 225  | 214  | 219  |

| 1901 | 1906 | 1911 | 1921 | 1926 | 1931 | 1936 | 1946 | 1954 |
| ---- | ---- | ---- | ---- | ---- | ---- | ---- | ---- | ---- |
| 211  | 151  | 152  | 137  | 110  | 129  | 117  | 157  | 143  |

| 1962 | 1968 | 1975 | 1982 | 1990 | 1999 | 2004 | 2006 | 2009 |
| ---- | ---- | ---- | ---- | ---- | ---- | ---- | ---- | ---- |
| 94   | 73   | 46   | 62   | 63   | 72   | 107  | 122  | 145  |

| 2014 | 2019 | 2022 | - | - | - | - | - | - |
| ---- | ---- | ---- | - | - | - | - | - | - |
| 148  | 142  | 142  | - | - | - | - | - | - |

### Enseignement

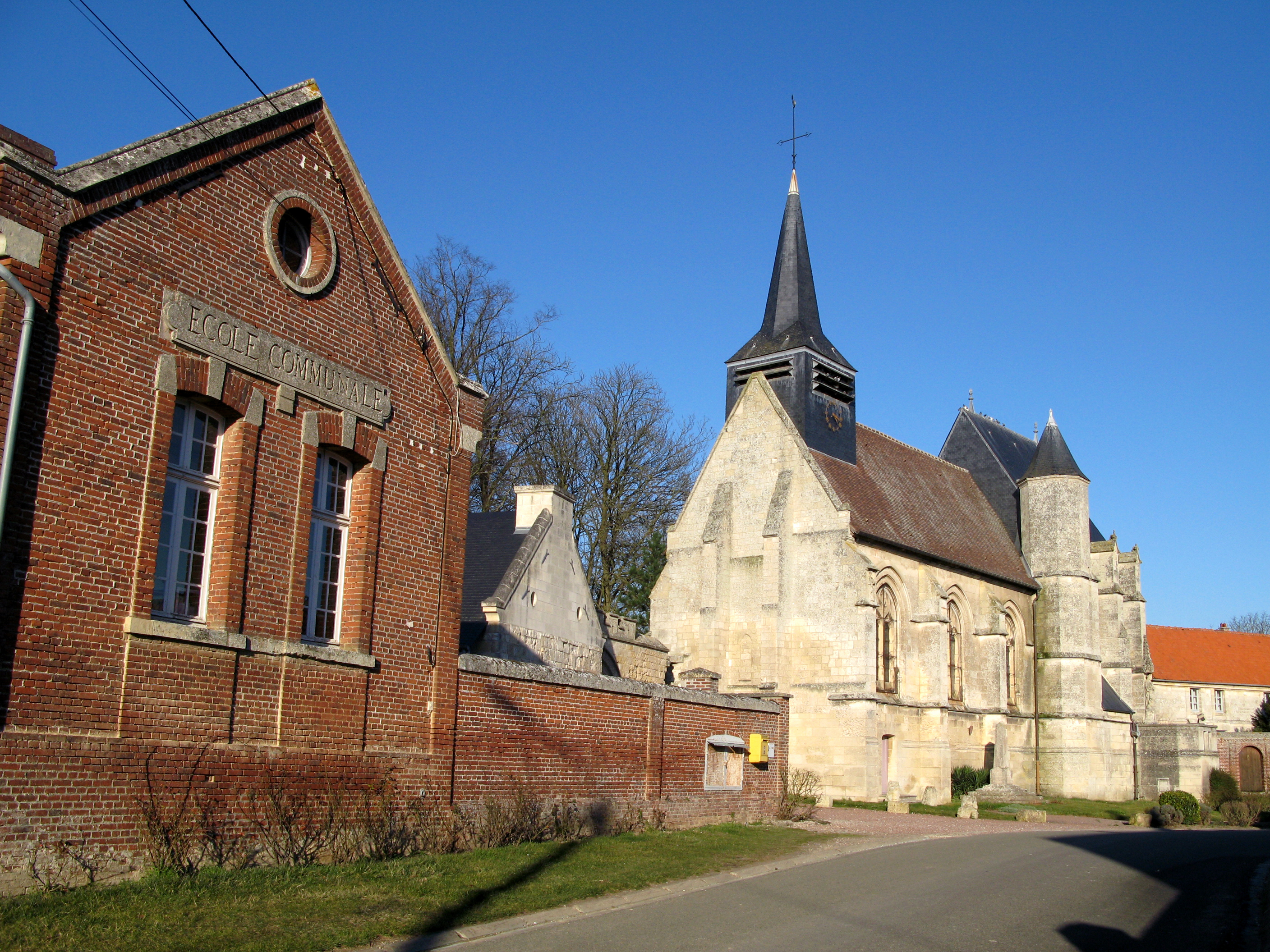
L'école et l'église en 2008.

En 2011, la commune fait partie d'un regroupement pédagogique intercommunal réunissant neuf communes. La maternelle se situe à  Quiry-le-Sec et Coullemelle ;  les classes élémentaires à Grivesnes et Sourdon. Les collégiens se rendent à Ailly-sur-Noye, Montdidier et Moreuil et les lycéens vers Montdidier et Amiens.
En 2024, seules les communes de Coulemelle, Grivesnes, Quiry-le-Sec et Sourdon possèdent une école. Le RPI accueille 120 élèves ; la cantine est rénovée dans la salle des fêtes de Coullemelle.
La communauté de communes  gère la compétence pour les transports scolaires.

## Manifestations culturelles et festivités
Chaque année sont organisées, le premier week-end de septembre, les Médiévales de Folleville, fêtes médiévales costumées avec artisans, joutes... La quinzième édition a eu lieu les 26 et 27 août 2017.

## Culture locale et patrimoine

### Lieux et monuments
Vestiges du château

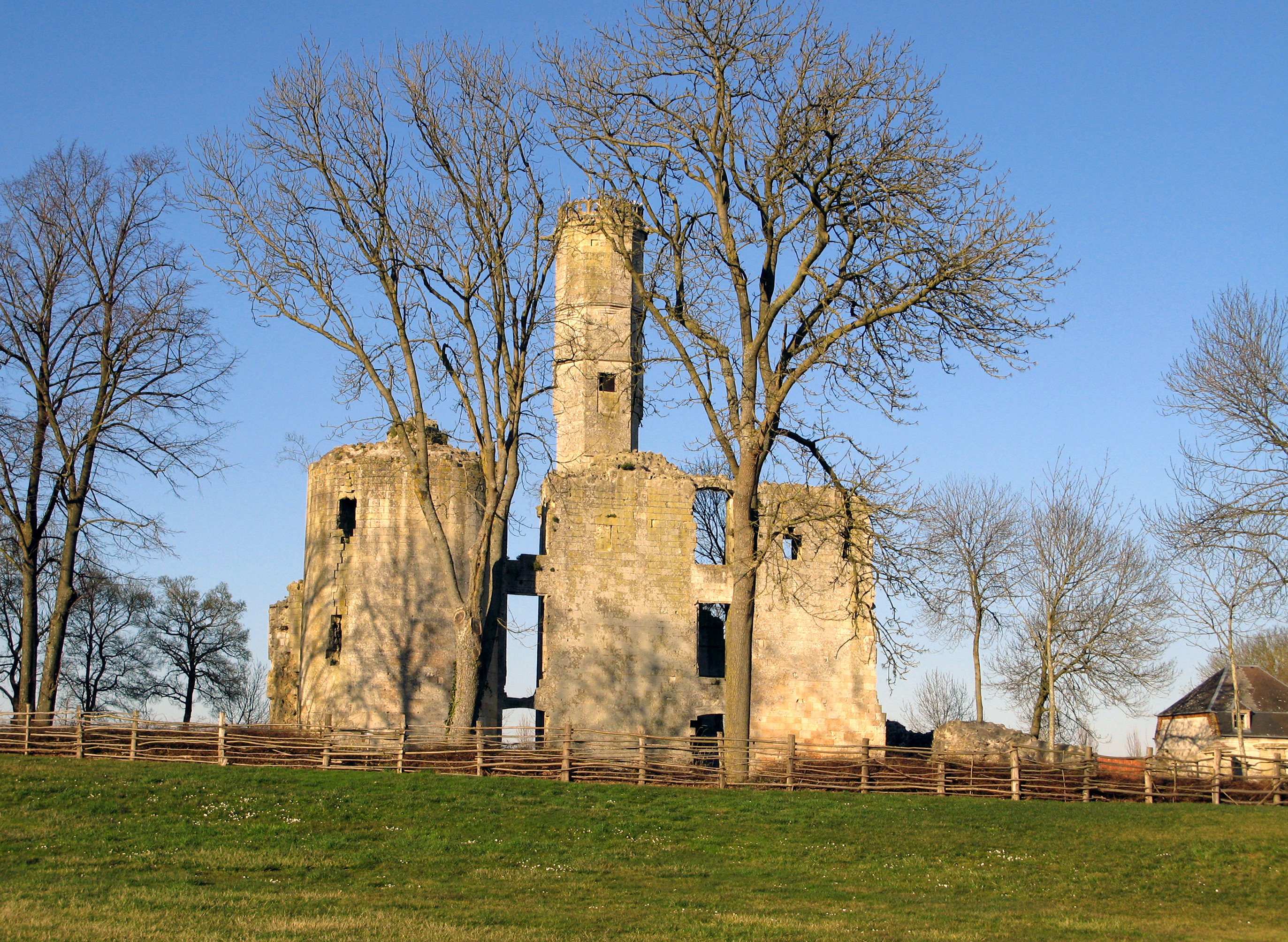
Sous un soleil déclinant de février, ruines d'un point de vue situé entre le cimetière et l'église.

Les ruines du château,,, (XVe siècle), classées partiellement en 1862, ont été consolidées et mises en valeur.
Le château fut délaissé au XVIIIe siècle, ses pierres furent utilisées à partir de 1777 par le comte de Mailly pour construire le château de Mailly-Raineval.
Église Saint-Jacques-le-Majeur-et-Saint-Jean-Baptiste
L'église Saint-Jacques-le-Majeur-et-Saint-Jean-Baptiste de Folleville,,, ouverte au culte le 4 mai 1519 (classée Monuments historiques et au Patrimoine mondial UNESCO au titre des chemins de Saint-Jacques-de-Compostelle en France).
Elle contient le tombeau de Raoul de Lannoy et de Jeanne de Poix, en marbre blanc de style Renaissance,, celui de François de Lannoy (mort en 1548) et de Marie de Hangest ainsi que la pierre tombale de  Timoléon de Séricourt, marquis d'Esclainvillers (mort en 1757), la chaire où prêcha saint Vincent de Paul et de nombreux objets et œuvres d'art religieux classés monument historique.
Chapelle Saint-Vincent-de-Paul
Dotée au départ d'un toit à quatre pans, cette chapelle de dévotion est réalisée toute en pierre.

### Personnalités liées à la commune
- Vincent de Paul.
- Raoul de Lannoy.

### Héraldique
|  | Les armes de la commune se blasonnent ainsi : d'or aux dix losanges de gueules ordonnés 3, 3, 3 et 1, au chef échiqueté d'or et d'azur. |

Ces armes sont distinctes de celles des seigneurs de Folleville,,.